# Llaç blau

Llaç blau

El llaç blau es fa servir, a Espanya, com a mostra de rebuig davant l'accionar d'ETA/HB. La utilització d'aquest llaç solidari va començar amb el segrest de l'enginyer basc Julio Iglesias Zamora, el qual va ser dut a terme per l'organització armada el 1993. Ràpidament es va popularitzar, fins a convertir-se en un símbol habitual de la lluita contra ETA, del rebuig davant els segrests d'ETA, a més a més de solidaritat amb els familiars dels segrestas. Aquesta iconografia va aconseguir un important èxit quan la implicació de la societat basca amb el rebuig de les accions d'ETA.
Els portadors del llaç blau solen prendre'l mitjançant un imperdible a les robes; també es van exposar llaços blaus a les places, a la façana dels edificis públics, etc.

## Violència vers els portadors de llaç blau
Alguns portadors de llaç blau van ser atacats, al País Basc. El 1996, una jove va ser atacada per un jove, el qual va intentar arrencar-li el distintiu i després la va copejar. L'any següent, 1997, un jove va ser apallissat per un grup de huit persones, després què una d'elles l'acusés d'haver-lo vist portant un llaç blau anteriorment. El 2001, el periodista basc Gorka Landaburu, qui va ser un dels més importants impulsors de la utilització del distintiu, acabà rebent greus ferides al tors i la cara, a més a més de la pèrdua d'alguns dits de les dues mans en esclatar-li un paquet bomba enviat al seu domicili de Zarautz.

## Polèmica

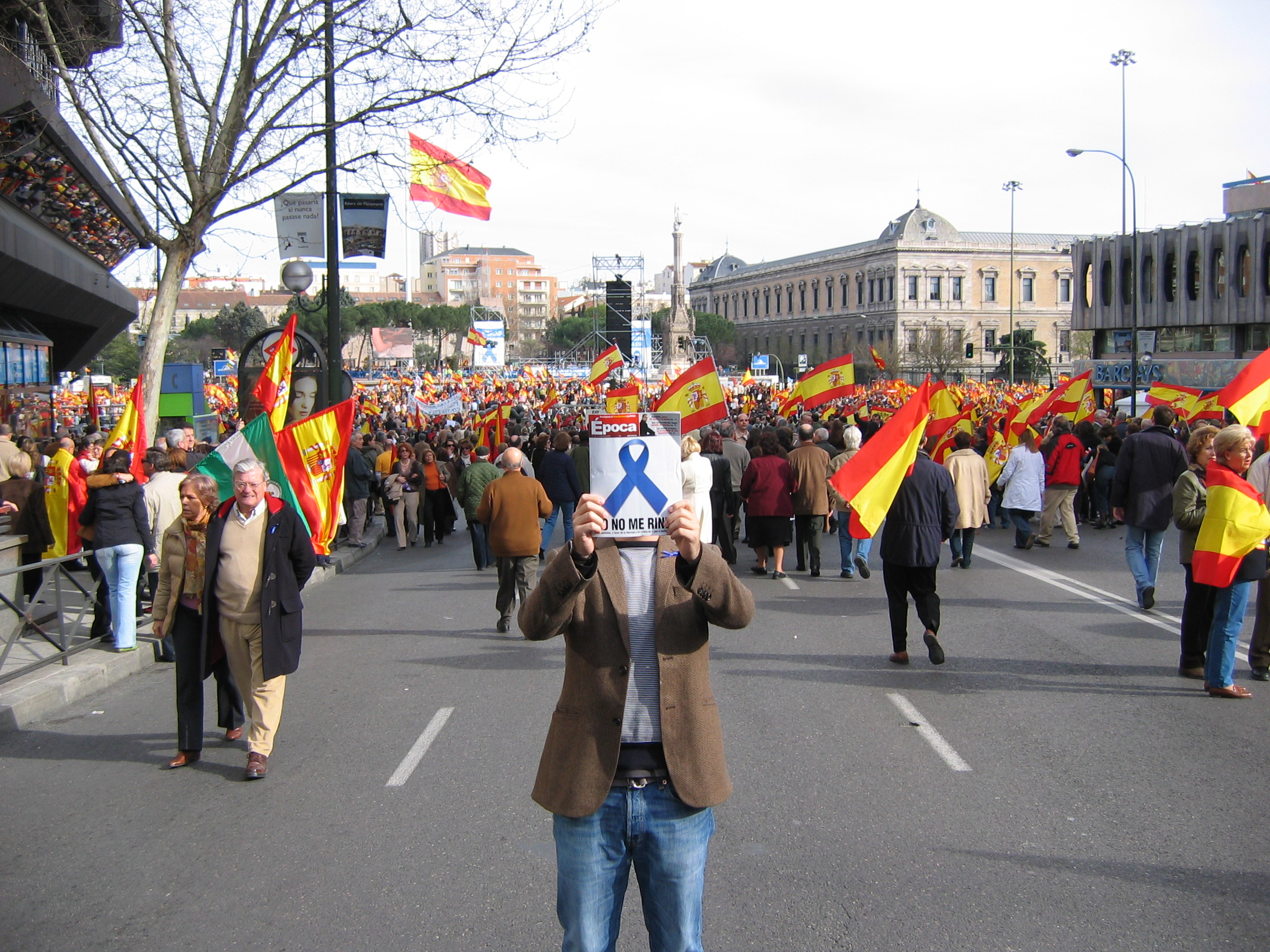
Manifestant lluint un llaç blau, durant una manifestació contra el govern de Rodríguez Zapatero.

La decisió del Partit Popular d'utilitzar el llaç blau en les seves protestes contra la política antiterrorista del govern del socialista José Luis Rodríguez Zapatero ha resultat polèmica. Des de l'organització Gesto por la Paz es va cridar a no utilitzar el distintiu amb altres finalitats que no siguin el rebuig davant els segrets d'ETA, i sempre amb sentit unitari.